# Dragacz (gromada)
Dragacz – dawna gromada, czyli najmniejsza jednostka podziału terytorialnego Polskiej Rzeczypospolitej Ludowej w latach 1954–1972.
Gromady, z gromadzkimi radami narodowymi (GRN) jako organami władzy najniższego stopnia na wsi, funkcjonowały od reformy reorganizującej administrację wiejską przeprowadzonej jesienią 1954 do momentu ich zniesienia z dniem 1 stycznia 1973, tym samym wypierając organizację gminną w latach 1954–1972.
Gromadę Dragacz z siedzibą GRN w Dragaczu utworzono – jako jedną z 8759 gromad na obszarze Polski – w powiecie świeckim w woj. bydgoskim, na mocy uchwały nr 24/12 WRN w Bydgoszczy z dnia 5 października 1954. W skład jednostki weszły obszary dotychczasowych gromad Dragacz, Bratwin, Michale i Wielkie Stwolno ze zniesionej gminy Grupa w tymże powiecie. Dla gromady ustalono 23 członków gromadzkiej rady narodowej.
31 grudnia 1961 do gromady Dragacz włączono wsie Wielkie Zajączkowo i Wielki Lubień, przysiółki Małe Zajączkowo, Zajączkowo i Mały Lubień oraz kolonię Kompania ze zniesionej gromady Wielkie Zajączkowo w tymże powiecie.
1 stycznia 1969 do gromady Dragacz włączono obszar zniesionej gromady Górna Grupa w tymże powiecie.
Gromada przetrwała do końca 1972 roku, czyli do kolejnej reformy gminnej. 1 stycznia 1973 w powiecie świeckim utworzono gminę Dragacz.